# Текия
Вижте пояснителната страница за други значения на Текия.
Текия (на македонска литературна норма: Текија) е село в община Белимбегово (Илинден), Северна Македония.

## География
Селото е разположено в източната част на Скопската котловина.

## История
В края на XIX век Текия е турско село в Скопска каза на Османската империя. Според статистиката на Васил Кънчов („Македония. Етнография и статистика“) към 1900 година в Текия (Теке кьой) живеят 90 турци.
След Междусъюзническата война в 1913 година селото влиза в границите на Сърбия.
На етническата си карта от 1927 година Леонард Шулце Йена показва Течия (Tečija) като турско село.
Според преброяването от 2002 година селото има 304 жители.
| Националност     | Всичко |
| северномакедонци | 293    |
| албанци          | 0      |
| турци            | 0      |
| роми             | 0      |
| власи            | 0      |
| сърби            | 5      |
| бошняци          | 0      |
| други            | 6      |